# Копал, Зденек
Зде́нек Ко́пал (чеш. Zdeněk Kopal; 4 апреля 1914[…], Литомишль[…] — 23 июня 1993, Уилмслоу, Чешир) — американско-британский астроном чешского происхождения.

## Биография
Родился в Литомышле, был вторым сыном Йозефа Копала (1883−1966), впоследствии — профессора Карлова университета. После переезда семьи в Прагу Зденек, будучи учащимся средней школы, начал исследования переменных звезд в Штефаниковой обсерватории, опубликовал ряд статей в международных журналах, а в возрасте 15 лет стал членом Чешского астрономического общества. В 1933 году окончил гимназию с отличием и поступил в Карлов университет. В 1935 году, будучи студентом, Копал принял участие в съезде Международного астрономического союза в Париже, где был принят в члены МАС. В 1937 году окончил университет с отличием и был удостоен стипендии, которая позволила ему продолжить исследования в Кембриджском университете (Великобритания) под руководством сэра Артура Эддингтона.
В 1938 году Копал совместно с женой направились на стажировку в Гарвардскую обсерваторию в США, где их застало известие о Мюнхенском соглашении, после чего они решили остаться в США. Зденек работал здесь под руководством Харлоу Шепли, занимаясь исследованиями кривых блеска двойных звезд. В ранних работах рассмотрел ряд вопросов, связанных с использованием методов численного анализа при решении астрономических задач. С 1942 года он также работал в Массачусетском технологическом институте, проводя исследования в области баллистики и аэродинамики для нужд армии и флота США. В рамках этих проектов Копал также сотрудничал с Норбертом Винером по проблемам вычислительной математики.
В 1947 году Копал получил приглашение от ректора Карлова университета возглавить в университете кафедру астрономии, но из-за прихода к власти коммунистов в феврале 1948 года переговоры были прекращены. Между 1946 и 1950 Копал опубликовал свою самую важную работу в области затменных двойных звезд, где показал, что тесные двойные системы не могут иметь сферическую форму, а деформируются в форме удлиненной капли. С 1948 Копал возглавил комиссию по фотометрических двойным звездам в Международном астрономическом союзе. В 1951 принял предложение возглавить кафедру астрономии в университете Манчестера, которую возглавлял до 1981 года. В 1958 организовал и возглавил большую совместную работу Манчестерского университета и обсерватории Пик-дю-Миди (Франция) по исследованию Луны. Разработал метод денситометрических измерений деталей поверхности Луны, с помощью которого были обработаны 60 000 фотографий. Был председателем Комитета по исследованиям Луны и планет Британского национального совета по космическим исследованиям.
Помимо этого, с 1958 Копал сотрудничал с НАСА (в качестве приглашенного сотрудника Лаборатории реактивного движения) по программе исследования Луны, в частности, занимался составлением карты Луны в масштабе 1 : 1 000 000. За вклад в подготовку программы «Аполлон» Копал получил в подарок лунную пыль, доставленную с поверхности Луны, которую высыпал на могилу Жюля Верна в Амьене.
В 1967 году Копал посетил Прагу по случаю XIII съезда Международного астрономического союза и принял участие в церемонии ввода в эксплуатацию 2-метрового рефлектора в Ондржейовской астрономической обсерватории. После ввода советских войск в Чехословакию в 1968 он отказался впредь посещать родину и вновь приезжал в Чехословакию лишь после «бархатной революции».
Внёс большой вклад в развитие международного научного сотрудничества, основал три международных научных журнала — «Icarus» (1962), «Astrophysics and Space Science» (1968), «The Moon» (1970). Был главным редактором двух последних журналов, а также редактором серии обзоров «Успехи астрономии и астрофизики» (т. 1 издан в 1962). Автор и соавтор более 400 научных работ, в том числе 25 монографий, среди которых — «Тесные двойные системы» (1959), «Луна» (1960), «Динамика тесных двойных систем» (1978) и т. д.
Член Лондонского королевского общества, член Международной академии астронавтики. Золотая медаль Чехословацкой АН (1969), медаль имени Н. Коперника Краковского университета (1974). Почётный член Чешского астрономического общества (1967).
Скончался 23 июня 1993 в Уилмслоу, близ Манчестера. Похоронен на Вышеградском кладбище в Праге наряду с другими выдающимися деятелями чешской науки и искусства. В соответствии с последней волей профессора Копала его личный архив хранится в муниципальном архиве в Литомишле.
В его честь назван астероид № 2628.

## Публикации

### На английском языке
- Zdeněk Kopal: An introduction to the study of eclipsing variables. Harvard University Press, Cambridge (MA) 1946.
- Zdeněk Kopal: Close binary systems. Chapman & Hall, London 1959.
- Zdeněk Kopal: The moon. Our nearest celestial neighbour. Chapman & Hall, London 1960.
- Zdeněk Kopal, Josef Klepešta, Thomas W. Rockham: Photographic atlas of the moon. Academic Press, New York 1965.
- Zdeněk Kopal: Telescopes in space. Hart Publishers Co., New York 1970.
- Zdeněk Kopal: A new photographic atlas of the moon. Hale, London 1971.
- Zdeněk Kopal: Physics and astronomy of the moon. Academic Press, New York 1971.
- Zdeněk Kopal: Man and his universe. William Morrow, New York 1972.
- Zdeněk Kopal: Dynamics of close binary systems. Reidel, Dordrecht 1978.
- Zdeněk Kopal: Language of stars — a discurse on the theory of the light changes eclipsing variables. Reidel, Dordrecht 1979.
- Zdeněk Kopal: The realam of the terrestrial planets. John Wiley, New York 1979.
- Zdeněk Kopal: On stars and men: Reminiscence of an astronomer. Adam Hilger, Bristol 1986.
- Zdeněk Kopal: The Roche problem. The Roche problem and its significance for double-star astronomy. Kluwer, Dordrecht 1989.
- Zdeněk Kopal: Mathematical theory of stellar eclipses. Kluwer, Dordrecht 1990.

### На чешском языке
- Zdeněk Kopal: Zpráva o vesmíru. Mladá fronta, Praha 1976.
- Zdeněk Kopal: Vesmírní sousedé naší planety. Academia, Praha 1987.
- Zdeněk Kopal: O hvězdách a lidech. Mladá fronta, Praha 1991.